# Mopsella singularis
Mopsella singularis is een zachte koraalsoort uit de familie Melithaeidae. De koraalsoort komt uit het geslacht Mopsella. Mopsella singularis werd in 1916 voor het eerst wetenschappelijk beschreven door Thomson. 